# هولجر هووس

Holger Hoos (2022) ©Humboldt-Stiftung/Elbmotion

هولجر هوس، هو عالم حاسوب ألماني كندي وأستاذ في التعلم الآلي في جامعة لايدن. وقبل ذلك كان حتى عام 2016 أستاذًا في قسم علوم الكمبيوتر بجامعة كولومبيا البريطانية. تركز اهتماماته البحثية على الخوارزميات التجريبية مع تطبيقات الذكاء الاصطناعي، والمعلوماتية الحيوية، وبحوث العمليات. يعمل هولجر خصيصاً على تصميم الخوارزميات الآلي وعلى خوارزميات البحث المحلية العشوائية. منذ عام 2015، وهو زميل في جمعية النهوض بالذكاء الاصطناعي (AAAI).
كتب كتاب البحث المحلي العشوائي: الأسس والتطبيقات (مع توماس ستوتزل)، وتم نشر بحثه على نطاق واسع في المجلات الرائدة دوليًا وقائع المؤتمرات. كما أنه يعمل في موسيقى الكومبيوتر، حيث أنشأ لغة برمجة الموسيقى وموسيقى SALIERI (مع توماس هلبيش ويورجن كيليان وكاي رينز) بالإضافة إلى تدوين جيدو (مع كيث هامل).

## وصلات خارجية
- Holger H. Hoos homepage